# Huwelijksovereenkomst
De huwelijksovereenkomst (Frans: convention matrimoniale) is een rechtsfiguur uit het Belgische relatievermogensrecht die de echtgenoten toelaat hun vermogensrechtelijke relatie tijdens het huwelijk naar eigen inzicht te regelen. De voorwaarden inzake huwelijksovereenkomsten worden geregeld in de artikelen 2.3.1 tot 2.3.11 van het Belgische Burgerlijk Wetboek (BW).

## Omschrijving

### Contractvrijheid
In België zijn de echtgenoten vrij om hun huwelijksstelsel te kiezen of te wijzigen. Het contract waarin deze aangelegenheden worden geregeld, is de huwelijksovereenkomst. De contractvrijheid van de echtgenoten is echter niet onbeperkt. Zij mogen immers niet afwijken van de openbare orde of het dwingend recht. Evenmin mogen zij afspraken maken die ingaan tegen de coherentie van hun huwelijksstelsel (art. 2.3.1 BW). Bij de keuze van hun huwelijksstelsel mogen de echtgenoten niet louter verwijzen naar afgeschafte huwelijksstelsels, zoals bijvoorbeeld het dotaal stelsel. Zij kunnen wel verklaren dat zij een van de stelsels aannemen die in het Burgerlijk Wetboek voorzien zijn: het wettelijk stelsel, de algehele gemeenschap of de scheiding van goederen (art. 2.3.3 BW).
Heeft minstens één van de echtgenoten afstammelingen uit een vorige relatie, dan kunnen de echtgenoten in hun huwelijksovereenkomst een Valkeniersbeding opnemen, waarin ze hun aanspraken in elkaars nalatenschappen kunnen regelen (art. 2.3.2 BW).
Echtgenoten zijn niet verplicht om een huwelijksovereenkomst te sluiten. Treden de echtgenoten in het huwelijk zonder huwelijksovereenkomst, dan vallen zij integraal onder de regels van het wettelijk stelsel (art. 2.3.12 BW).

### Vormvoorwaarden
Alle huwelijksovereenkomsten moeten worden opgenomen in een notariële akte. Dit geldt zowel voor de huwelijksovereenkomsten die worden gesloten vóór het huwelijk als tijdens het huwelijk. Huwelijksovereenkomsten die niet notarieel zijn aangegaan, zijn nietig (art. 2.3.6 BW).
De notaris moet de huwelijksovereenkomst inschrijven in het centraal register voor huwelijksovereenkomsten (CRH; art. 2.3.9, eerste lid BW).

### Minderjarigen en onbekwamen
Ook minderjarige echtgenoten kunnen onder bepaalde voorwaarden een huwelijksovereenkomst sluiten. Als de familierechtbank immers de leeftijdsvereiste om te huwen opheft (art. 145 oud BW), mag de minderjarige ook een huwelijksstelsel kiezen of wijzigen. De minderjarige moet wel worden bijgestaan, ofwel door zijn beide ouders, ofwel door een van hen, ofwel met de toestemming van de familierechtbank (art. 2.3.4 BW).
Ook meerderjarige echtgenoten die onbekwaam zijn om een huwelijksstelsel te kiezen of te wijzigen (art. 492/1, §2, 14° oud BW), kunnen dit alsnog doen, maar slechts nadat hij of zij daartoe wordt gemachtigd door de vrederechter. Om deze machtiging te kunnen geven, moet het ontwerp van de notariële akte eerst aan de vrederechter worden voorgelegd. Slechts in uitzonderlijke gevallen kan de vrederechter de bewindvoerder machtigen om alleen op te treden (art. 2.3.5 BW).

### Wijzigen van de huwelijksovereenkomst
De echtgenoten kunnen hun huwelijksovereenkomst altijd wijzigen naar goeddunken, en kunnen zelfs een ander stelsel aannemen (art. 2.3.8, §1 BW). Dit kan zelfs nog voor het huwelijk wordt voltrokken (art. 2.3.7 BW). Indien de wijziging van het stelsel evenwel tot gevolg heeft dat het vorige stelsel wordt vereffend, dient er een boedelbeschrijving te worden opgemaakt (art. 2.3.8, §2 BW). Heeft de wijziging niet de vereffening van het vorige stelsel tot gevolg, dan is een boedelbeschrijving enkel verplicht wanneer een van de echtgenoten daarom zou vragen. Zulke boedelbeschrijving kan eventueel worden opgemaakt op grond van verklaringen (art. 2.3.8, §3 BW).

### Gevolgen
Een voorhuwelijkse huwelijksovereenkomst heeft tussen de echtgenoten uitwerking zodra zij in het huwelijk treden. Een wijziging in de loop van het huwelijk treedt in op het moment van de ondertekening van de notariële akte (art. 2.3.10 BW). Tegenover derden heeft de huwelijksovereenkomst pas uitwerking na de inschrijving daarvan in het CRH, al bestaan er uitzonderingen op die regel (art. 2.3.11 BW).

## Geschiedenis
De regels inzake het huwelijkscontract werden aanvankelijk geregeld door de artikelen 1387 tot 1397/1 van het Oud Burgerlijk Wetboek. Bij de invoering van boek 2, titel 3 'Relatievermogensrecht' in het Burgerlijk Wetboek in 2022 werden deze regels hernomen in de artikelen 2.3.1 tot 2.3.11 BW.